# 佐久間信子
佐久間 信子（さくま のぶこ、1988年7月16日 - ）は、1990年から2010年にかけて活動した日本の女優。
千葉県匝瑳郡野栄町（現・匝瑳市）出身。NHK教育『天才てれびくんシリーズ』1998年度 - 2000年度てれび戦士として知られている。

## 略歴
- 1990年 - 赤ちゃんモデルとしてデビュー。
- 2010年9月 - 芸能界を引退[2]。

## 出演

### 映画
- もうひとりいる（2002年）主演・上野瑞貴 役
- 俺は、君のためにこそ死ににいく（2007年）知覧高女生徒 川畑 役

### 劇場アニメ
- ハッピーバースデー 命かがやく瞬間（1999年）主演・藤原あすか 役
- いのちの地球 ダイオキシンの夏（2001年）主演・ジュリア 役

### テレビアニメ
- マシュマロ通信（2004年、テレビ東京）シナモン 役[3]

### テレビドラマ
- 怪談新耳袋「妹の部屋」（2003年2月26日、BS-i）
- 霊女 MISAKI（2003年10月4日 - 12月27日、テレビ東京）大宮里子 役

### その他のテレビ番組
- あなたに逢いたい 杉田かおる編（テレビ朝日）
- 追跡!テレビの主役（テレビ東京）
- いつみても波瀾万丈 十朱幸代編（日本テレビ）
- 天才てれびくんシリーズ（NHK教育テレビ） - てれび戦士
  - 天才てれびくん（1998年4月6日 - 1999年4月2日）
  - 天才てれびくんワイド（1999年4月5日 - 2001年3月29日）
- ティーンズTV デジタル進化論（2001年 - 2002年、NHK教育テレビ） - ノブコ 役
- 忍たまがやってくる（2001年7月20日 - 2005年4月29日、NHK教育テレビ） - ドクタケ忍者隊 ノッコ 役→→ドクタケ忍者隊 ちょうけんこうせんたい やさいレンジャー ニンジンレンジャー ノッコ 役
- <忍たま・おじゃる>だ!クイズ日本一（2003年5月3日、NHK BShi） - 司会
- 深夜の星（TBSテレビ）
- ニュース アイ〜神谷家の人々〜（テレビ東京）
- エンタ!371 RESET-佐久間信子（BS-i）
- 新説!?日本ミステリー お市の方篇（テレビ東京）

### ラジオ
- 土曜の夜ですウハウハ大放送 アニメストリート（2001年 - 2005年3月25日、RFラジオ日本）
  - 番組コーナー「のぶこMy Heart」
- ウハウハ大放送 アニメストリート（2005年4月5日 - 2010年3月、RFラジオ日本）
  - 番組コーナー「のぶMy300%」→「のぶ♥まり」（2005年4月 - 2009年3月）
  - 番組パーソナリティ（2009年4月 - 2010年3月）
- ピチモのサタ・ピチ（2002年 - 2004年、TBSラジオ・CBCラジオ・RKBラジオ）

### 舞台
- さぶ（1996年）
- 王様と私（1996年・1998年）イン・ヤオラック王女 役
- レ・ミゼラブル（1997年）リトルコゼット・リトルエポニーヌ 役
- 南太平洋（1999年）ガーナ 役
- 長崎ぶらぶら節（2001年） お雪 役
- 舞い降りた天使（2003年）蓮子 役
- 朗読劇 どうしておとなは戦争をするの（2005年）ナジャー 役

### オリジナルビデオ
- 美少女探偵団 RYU（2005年）仙道由香 役

## 書籍

### 雑誌連載
- ピュア☆ピュア Vol.1 - Vol.14（2000年 - 2002年、辰巳出版）
- ピチレモン（2001年5月号 - 2006年5月号、学習研究社）専属モデル

### 新聞連載
- 毎日小学生新聞「ヤッホー信子です」

### 写真集
- じゅんすいむく。（2000年、辰巳出版）ISBN 978-4886415288
- つまさきだち（2001年、辰巳出版）ISBN 978-4886416568
- SINGLE KISS（2002年、竹書房）ISBN 978-4812409718

### その他
- スマイルでいこうよ Part1 小学6年生編（2002年、近代映画社）ISBN 978-4764819658
- スマイルでいこうよ Part2 中学1年生編（2002年、近代映画社）ISBN 978-4764819665

## 作品

### 映像
- Petit 佐久間信子（VHS：2000年12月8日、DVD：2001年3月16日）
- Petit 佐久間信子2（VHS：2001年11月、DVD：2002年1月18日）
- SINGLE☆KISS（DVD：2002年10月19日）